# 额敦桑布
额敦桑布（1949年—），男，蒙古族，内蒙古巴林右旗人，中华人民共和国政治人物。曾任内蒙古科学技术出版社社长，编审。新中国60年百名优秀出版人物。